# Tattoo You
| 평가 점수                     | 평가 점수  |
| 출처                          | 점수       |
| ----------------------------- | ---------- |
| AllMusic                      | [ 1 ]      |
| The A.V. Club                 | favourable |
| Blender                       | [ 3 ]      |
| Robert Christgau              | A–         |
| Rolling Stone                 | [ 5 ]      |
| The Rolling Stone Album Guide | [ 6 ]      |
| Encyclopedia of Popular Music | [ 7 ]      |
| Tom Hull                      | A–         |

《Tattoo You》는 1981년 8월 24일에 발매된 롤링 스톤스의 열여섯 번째 영국의 스튜디오 음반이자 열여덟 번째 미국의 스튜디오 음반이다. 《Emotional Rescue》 (1980년)의 후속곡은 대부분 1970년대에 녹음된 스튜디오 특집으로 구성되어 있으며, 《빌보드》 싱글 차트 2위에 오른 밴드의 가장 유명한 곡들 중 하나인 〈Start Me Up〉을 포함하고 있다.
이 음반은 발매 후 결정적이고 상업적인 성공으로 미국에서만 4백만 장, 이상 그리고 전 세계적으로 850만 장 이상이 팔리면서 빌보드 차트에서 1위에 올랐다. 이 음반은 또한 미국 차트의 1위에 오른 롤링 스톤스의 마지막 음반이었고, 1971년 《Sticky Fingers》로 거슬러 올라가는, 그 밴드의 일련의 1위 음반들을 마무리 지었다.

## 배경
《Tattoo You》는 주로 이전 녹음 세션에서 나온 것들로 구성된 음반으로, 어떤 음반은 10년 전으로 거슬러 올라가며, 새로운 보컬과 오버덥을 가지고 있다. 롤링 스톤스는 두 곡의 신곡과 함께 이 컬렉션을 한데 모아 오는 9월부터 전 세계 미국 투어 1981/유럽 투어 1982를 홍보할 새 음반을 만들었다. 기타리스트 키스 리처즈는 1993년에 다음과 같이 논평했다.
"《Tattoo You》의 문제는 우리가 새로운 것을 쓰는 것을 그만둔 것이 아니라 시간 문제였어요. 우리는 거리로 나가기로 합의했고 음반으로 투어를 하고 싶었습니다. 완전히 새 음반을 만들고 투어의 시작을 할 시간이 없었습니다."

## 발매 및 여파
〈Start Me Up〉은 《Tattoo You》를 일주일 앞둔 1981년 8월에 발매돼 미국과 영국에서 모두 톱 10, 오스트레일리아에서 1위에 오르는 등 매우 강한 반응을 보였다. 롤링 스톤스의 가장 전염성이 강한 곡 중 하나로 널리 여겨졌던 이 곡은 미국에서 9주 동안 《Tattoo You》를 1위에 올려놓기에 충분했고, 탄탄한 판매량으로 영국 2위에 올랐다. 미국에서만 4배 플래티넘 인증을 받았다. 《Tattoo You》가 《Emotional Rescue》에 비해 개선된 작품이라는 느낌과 고품질의 발매라는 평가가 많을 정도로 비판적인 반응은 긍정적이었다. 〈Waiting on a Friend〉와 〈Hang Fire〉는 또한 미국의 20대 히트작이 되었다.
〈Start Me Up〉은 롤링 스톤스의 마지막 싱글로 미국에서 2위에 올랐으며, 《Tattoo You》는 현재까지 그들의 미국 음반 1위에 오른 마지막 음반이다.
음반 제목은 원래 단순한 《Tattoo》로 계획되었다. 재거는 오늘날까지 "You"가 어떻게 타이틀에 애착을 갖게 되었는지 전혀 알지 못한다고 주장한다. 이 타이틀은 재거와 리처즈 사이에 마찰을 일으켰고, 리처즈는 재거가 자신의 의견을 구하지 않고 타이틀을 바꿨다고 의심했다. 《Tattoo You》의 음반 커버에는 피터 코리스톤의 컨셉 시작, 미술 방향 및 디자인, 크리스티안 파이퍼의 일러스트가 있었다. 이 음반 커버는 1982년 베스트 앨범 패키지 부문에서 그래미 어워드를 수상했다. 이 상은 최초의 롤링 스톤스 그래미 어워드였다.

## 재발매
《Tattoo You》는 1994년 버진 레코드에 의해 리메이크되어 재발매되었고, 2009년 유니버설 뮤직에 의해 재발행되었다. 유니버설 뮤직 재팬이 2011년 SHM-SACD로 발매하였다. 1994년 리메이커는 최초에 콜렉터 에디션 CD로 발매되었는데, 이 CD는 원래 바이닐 음반 포장의 미니어처 요소들로 복제되었다.

## 곡 목록
로니 우드와 공동 작사/작곡한 〈Black Limousine〉과 〈No Use in Crying〉을 제외하고, 모든 곡들은 믹 재거와 키스 리처즈에 의해 작사/작곡하였다.
| #  | 제목                                | 재생 시간 |
| -- | ----------------------------------- | --------- |
| 1. | 〈Start Me Up〉                     | 3:31      |
| 2. | 〈Hang Fire〉                       | 2:20      |
| 3. | 〈Slave〉 (리마스터 CD 버전은 6:34) | 4:59      |
| 4. | 〈Little T&A〉                      | 3:23      |
| 5. | 〈Black Limousine〉                 | 3:32      |
| 6. | 〈Neighbours〉                      | 3:31      |

| #  | 제목                    | 재생 시간 |
| -- | ----------------------- | --------- |
| 1. | 〈Worried About You〉   | 5:16      |
| 2. | 〈Tops〉                | 3:45      |
| 3. | 〈Heaven〉              | 4:21      |
| 4. | 〈No Use in Crying〉    | 3:24      |
| 5. | 〈Waiting on a Friend〉 | 4:34      |

## 인증
| 국가                       | 인증        | 판매량/출하량 |
| -------------------------- | ----------- | ------------- |
| 오스트레일리아             | —           | 225,000       |
| 프랑스 (SNEP)              | 골드        | 332,190       |
| 캐나다 (뮤직 캐나다)       | 4× 플래티넘 | 400,000^      |
| 네덜란드 (NVPI)            | 골드        | 50,000^       |
| 뉴질랜드 (RMNZ)            | 플래티넘    | 15,000^       |
| 스페인 (PROMUSICAE)        | 골드        | 50,000^       |
| 영국 (BPI)                 | 골드        | 100,000^      |
| 미국 (RIAA)                | 4× 플래티넘 | 4,000,000^    |
| 유고슬라비아               | —           | 50,000        |
| ^출하량을 기반으로 한 인증 |             |               |